# B-Sides and Rarities (Beach House)
B-Sides and Rarities è un album di raccolta del gruppo dream pop statunitense Beach House, pubblicato nel 2017.

## Tracce
Testi e musiche di Victoria Legrand e Alex Scally, eccetto Play the Game, scritta da Freddie Mercury.
1. Chariot – 5:16
2. Baby – 3:02
3. Equal Mind – 3:42
4. Used to Be (2008 single version) – 4:05
5. White Moon (iTunes Session remix) – 4:06
6. Baseball Diamond – 4:36
7. Norway (iTunes Session remix) – 3:16
8. Play the Game (Queen cover) – 4:18
9. The Arrangement – 5:04
10. Saturn Song – 4:30
11. Rain in Numbers – 2:26
12. I Do Not Care for the Winter Sun – 3:10
13. 10 Mile Stereo (Cough Syrup remix) – 5:30
14. Wherever You Go – 3:26